# Space Interferometry Mission
El Space Interferometry Mission o SIM, també conegut com a SIM Lite (anteriorment conegut com a SIM PlanetQuest), va ser un telescopi espacial programat i desenvolupat per la National Aeronautics and Space Administration (NASA), en conjunció amb el contractista Northrop Grumman. Un dels objectius principals de la missió va ser la caça de planetes orbitant en zones habitables en estelles properes al Sol de la mida de la Terra. El SIM va ser posposat diverses vegades i finalment cancel·lat en 2010.
A més de la caça de planetes extrasolars, SIM també hauria ajudat als astrònoms construir un mapa de la galàxia de la Via Làctia. Altres tasques importants haurien inclòs la recollida de dades per ajudar a identificar masses estel·lars de tipus específics d'estrelles, assistint en la determinació de la distribució espacial de la matèria fosca en la Via Làctia i el Grup Local de galàxies, i utilitzant l'efecte de lent gravitatòria per mesurar la massa d'estrelles.
La nau espacial hauria utilitzat interferometria òptica per complir amb aquests i altres objectius científics. Aquesta tècnica recull llum amb diferents miralls (en el cas del SIM, dos) que són combinats per realitzar un patró d'interferència que pot ser mesurat de manera precisa.
Els contractes inicials per al SIM Lite van tenir lloc en 1998, amb un total de US$200 milions. El treball en el projecte SIM va requerir científics i enginyers per dur a terme vuit fites tecnològiques específiques, i en novembre de 2006, totes van ser finalitzades.
El SIM Lite va ser originalment programat per a llançar en 2005, a bord d'un Evolved Expendable Launch Vehicle (EELV). Com a resultar de retallades continuades en el pressupost, el llançament va ser posposat diverses vegades almenys cinc cops. La NASA va determinar una data de llançament preliminar en 2015 i els documents pressupostaris federals dels Estats Units confirmaven que la data de llançament esperada seria "no abans" del 2015. Les retallades pressupostàries del SIM Lite van continuar fins a l'any fiscal de 2010. Fins al febrer de 2007, molts enginyers treballant en el programa SIM van ser transferits a altres àrees i projectes, i la NASA va dirigir el projecte per afegir més recursos davant la reducció d'enginyers. No obstant, la retallada pressupostària de la NASA en 2008 va provocar que no hi hagués fons per al SIM.
En desembre de 2007, el Congrés va restaurar el finançament de l'any fiscal de 2008 com a part de les apropiacions d'un projecte de llei òmnibus que el President va firmar posteriorment. Al mateix temps que el Congrés va demanar a la NASA a tirar endavant la missió en la fase de desenvolupament. En 2009, el projecte va continuar la seva reducció de treballadors mentre es trobava esperant resultats i recomanacions de l'Astronomy and Astrophysics Decadal Survey, Astro2010, realitzat per la National Academy of Sciences, que determinaria el futur del projecte.
El 13 d'agost de 2010, l'Astro2010 Decadal Report va ser publicat i va recomanar a la NASA no continuar amb el desenvolupament del SIM Lite Astrometric Observatory. Això va fer que el Director d'Astronomia i Física de la NASA, Jon Morse, emetés una carta el 24 de setembre de 2010 al director de projecte SIM Lite, informant-lo que la NASA discontinuaria la seva participació en la missió SIM Lite i realitzar la discontinuació de les activitats de Fase B del projecte immediatament tan aviat com sigui pràctic. En conseqüència, totes les activitats del SIM Lite van ser tancades a finals de 2010.

## Missió

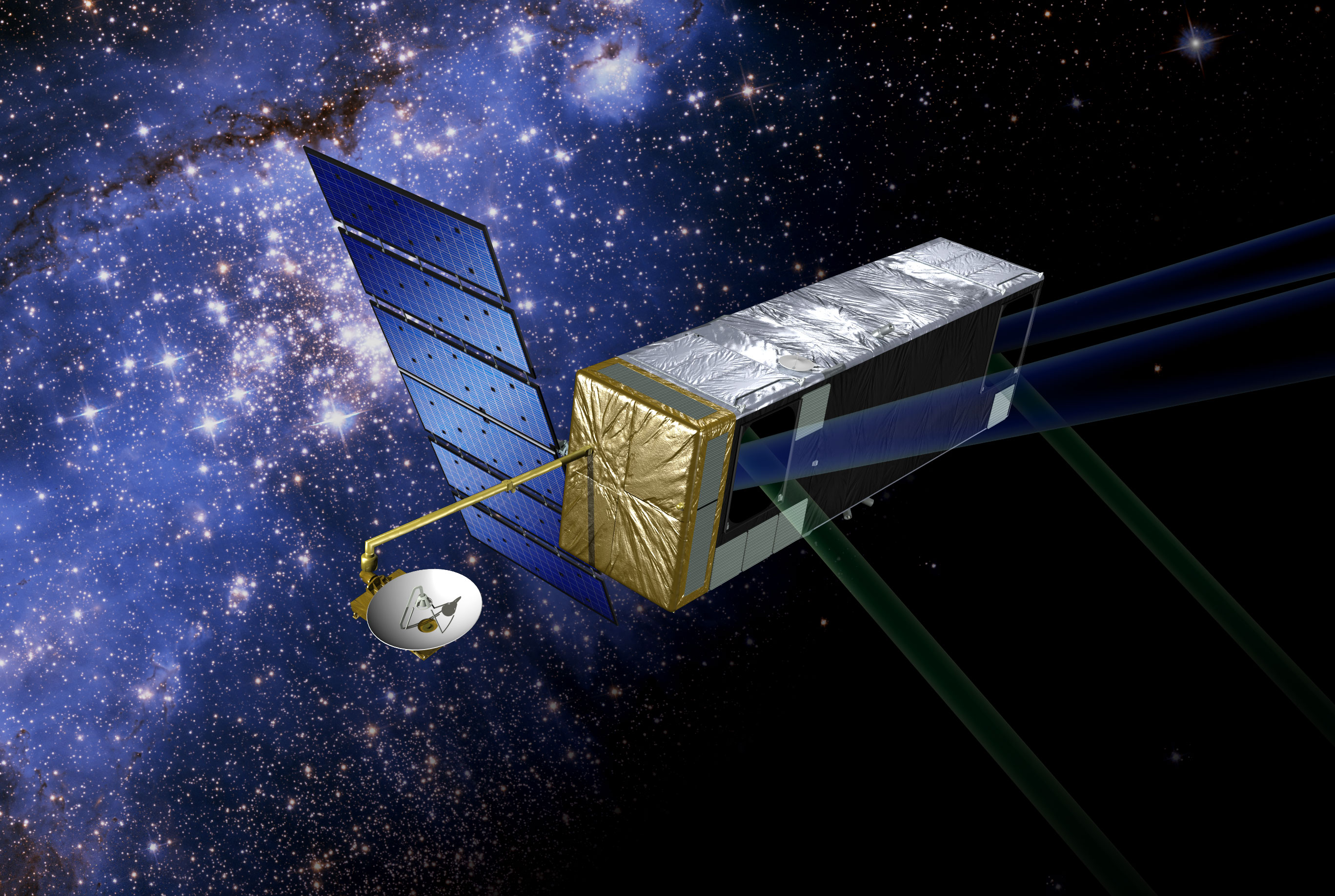
Una il·lustració artística en 2006 del predecessor del SIM Lite, el SIM PlanetQuest

El SIM Lite hauria operat en una òrbita heliocèntrica darrere de la Terra. El SIM derivaria a una distància de la Terra de 0,1 ua per any. Al final de la missió planificada, hagués arribat a una distància de 82 milions de km de la Terra. Això hagués durat durant aproximadament 5½ anys. El Sun brillaria contínuament la nau, permetent la prevenció de les ocultacions de les estrelles objectiu i els eclipsis de sol que tenen lloc en una òrbita terrestre.
Un cop llançat, el SIM hauria realitzat investigacions científiques durant cinc anys.

### Caça de planetes

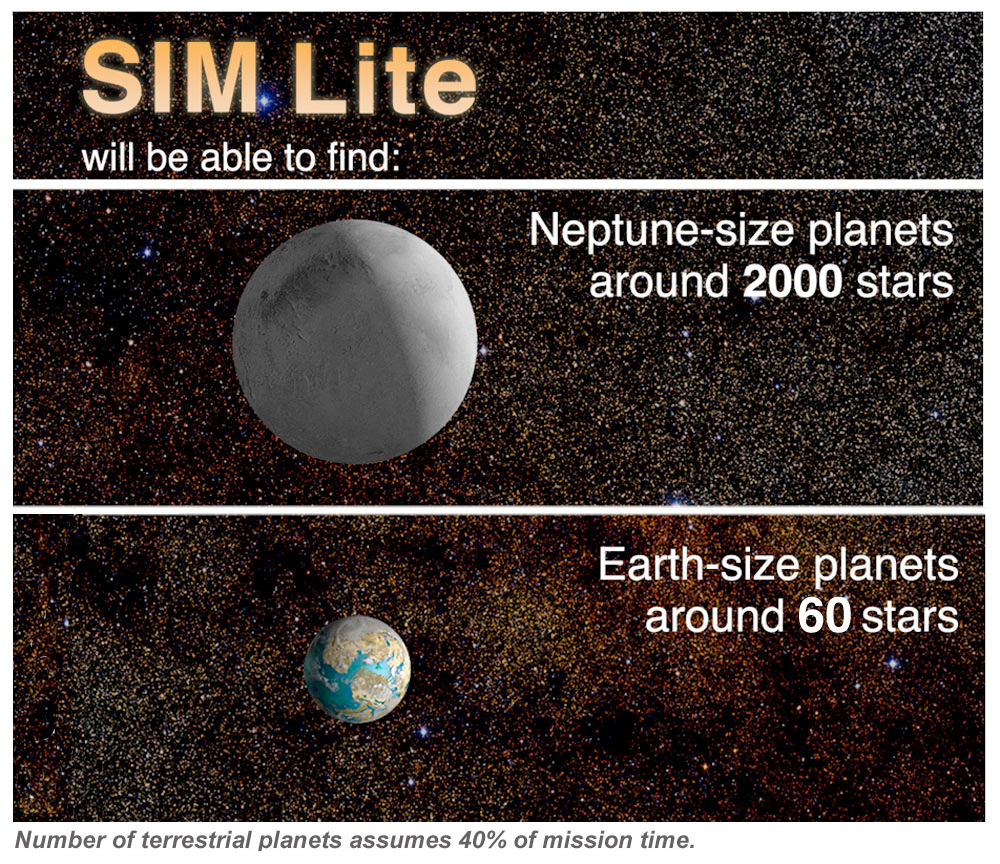
Aquest gràfic mostra el número potencial de planetes habitables i altres planetes que la SIM Lite podria detectar. El nombre de planetes de la massa de la Terra assumiria el 40% del temps de missió assignada a la cerca.

El SIM Lite, si fos completat, seria el telescopi espacial més potent per a la caça de planetes extrasolars de la història. Amb la tècnica de la interferometria, la nau podria detectar planetes de la mida de la Terra. El SIM Lite realitzaria cerques de planetes semblants a la Terra propers observant la "oscil·lació" en el moviment aparent de l'estrella mare quan el planeta passa per la seva òrbita. La nau compliria la tasca amb una presició d'una milionèsima part de segon d'arc, o la gruixària d'un níquel vist en una distància de la Terra a la Lluna. Amb el nom de Deep Search, el programa de caça de planetes està destinat a buscar en aproximadament 60 estrelles properes amb planetes terrestres (com la Terra i Venus) en la zona habitable (on l'aigua líquida pot existir al llarg de la revolució completa (un “any”) del planeta al voltant de la seva estrella). El Deep Search precisa una gran precisió astromètrica, d'aquí el nom, Deep Search. Aquest programa utilitzaria la capacitat completa de la nau SIM Lite per realitzar les seves mesures.
Una estratègia de cerca flexible sintonitza els mitjans de sensibilitat de la SIM Lite a cada estrella a un nivell desitjat en la cerca de planetes habitables. El valor de ηTerra (Eta_Terra), la fracció d'estrelles amb planetes anàlegs a la Terra, seria estimada per la Missió Kepler abans del llançament del SIM Lite. Una estratègia per a la cerca de planetes habitables és realitzar una cerca amb més profunditat (p. ex. en reduir la sensibilitat del mitjà en la zona habitable) d'un nombre més petit d'objectius si els anàlegs de la Terra fossin comuns. La cerca menys profund d'un nombre més gran d'objectius podria realitzar-se en el cas que els anàlegs terrestres fossin pocs. Per exemple, assumint que el 40% del temps de la missió estaria dedicat a la cerca de planetes, el SIM Lite podria sondejar:
- 65 estrelles per a planetes per sota de la massa terrestre, en òrbites escalades a 1 ua, o bé
- 149 estrelles per a planetes per sota de dos masses terrestres, en òrbites escalades a 1 ua, o bé
- 239 estrelles per a planetes per sota de tres masses terrestres, en òrbites escalades a 1 ua.

A banda de la cerca de planetes de la mida de la Terra, el SIM Lite podria realitzar l'anomenat "Broad Survey". El Broad Survey hagués observat aproximadament 1.500 estrelles per ajudar a determinar l'abundància de planetes de la massa de Neptú o majors de tots els tipus d'estrelles al voltant del sector de la Terra de la Via Làctia.

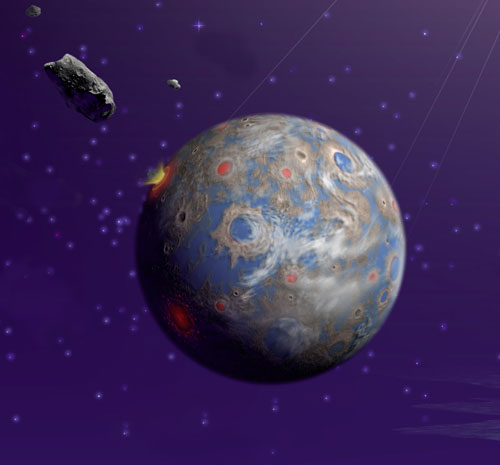
El SIM Lite hagués sigut capaç de detectar planetes de la mida de la Terra, com en aquesta il·lustració.

Una tercera part de la missió de descobriment de planetes seria la cerca de planetes de la massa de Júpiter al voltant d'estrelles joves. El sondatge ajudaria als científics a entendre més sobre la formació del sistema solar, incloent l'ocurrència dels Júpiters calents. Aquesta porció en la caça de planetes està dissenyada per estudiar sistemes amb un o més planetes de la massa de Júpiter abans que el sistema hagués arribat a un equilibri de llarga duració. Les tècniques de caça de planetes utilitzant la velocitat radial d'una estrella no poden mesurar els moviments d'oscil·lació regulars i petits induïts per planetes contra la forta activitat atmosfèrica d'una estrella jove. Aquestes tècniques iniciades per Albert Michelson haguessin de la SIM capaç de realitzar els tres objectius primaris del descobriment de planetes.
El component de la cerca de planetes en la missió va ser afegida per servir com un complement important a futures missions dissenyades per observar i mesurar planetes terestres i altres exoplanetes. El SIM Lite realitzaria una tasca important, però no seria capaç de determinar la massa dels planetes. Una altra tasca que es va projectar en el SIM va ser realitzar futures missions per proveir de característiques orbitals dels planetes. Amb aquest coneixement, altres missions poden estimar els períodes òptims i la projecció dels angles de separació dels planetes i estrelles per poder observar posteriorment els planetes terrestres (o d'altres) que hagués detectat el SIM.

### Massa estel·lar

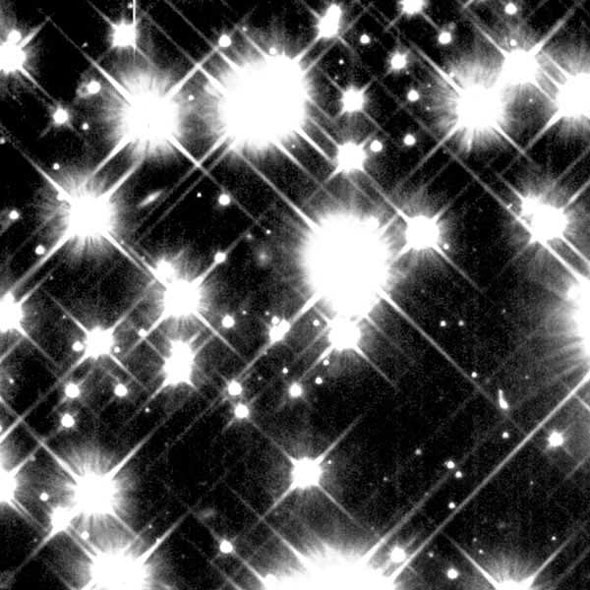
Nanes blanques, vistes pel Telescopi Espacial Hubble de la NASA

Un altre aspecte clau de la missió SIM Lite seria la determinació els límits superiors i inferiors de les masses estel·lars. En l'actualitat, els científics entenen que hi ha límits en com són les estrelles petites o grans. Els objectes massa petits no tenen la pressió interna per iniciar la fusió termonuclear, el que causa que una estrella brilli. Aquests objectes són coneguts com a nanes marrons i representen el final més baix en l'escala de massa estel·lar. Les estrelles que són massa grans s'inestabilitzen i exploten en una supernova.
Part de la missió SIM proveiria mesures per identificar els dos extrems en la massa estel·lar i l'evolució. El telescope no seria capaç de mesurar la massa de cada estrella de la Galàxia, ja que existeixen prop de 200 bilions, però en el seu lloc, realitzaria un "cens de població". A través d'aquesta tècnica, el SIM seria capaç de determinar de manera precisa els exemples representatius de cada tipus d'estrella, incloent nanes marrons, nanes blanques calentes, estrelles gegants vermelles, i forats negres difícils d'observar. Els actuals telescopis espacials, incloent el Telescopi Espacial Hubble de la NASA, poden mesurar de manera precisa la massa d'alguns tipus d'estrelles, però no totes. Les estimacions projecten un rang de massa estel·lar entre el 8% de la massa del Sol i un excés de 60 vegades la massa del Sol. L'estudi complet serà enfocat en els sistemes d'estrelles binàries, estrelles aparellades a través d'una atracció gravitatòria mútua.

### Mapa galàctic

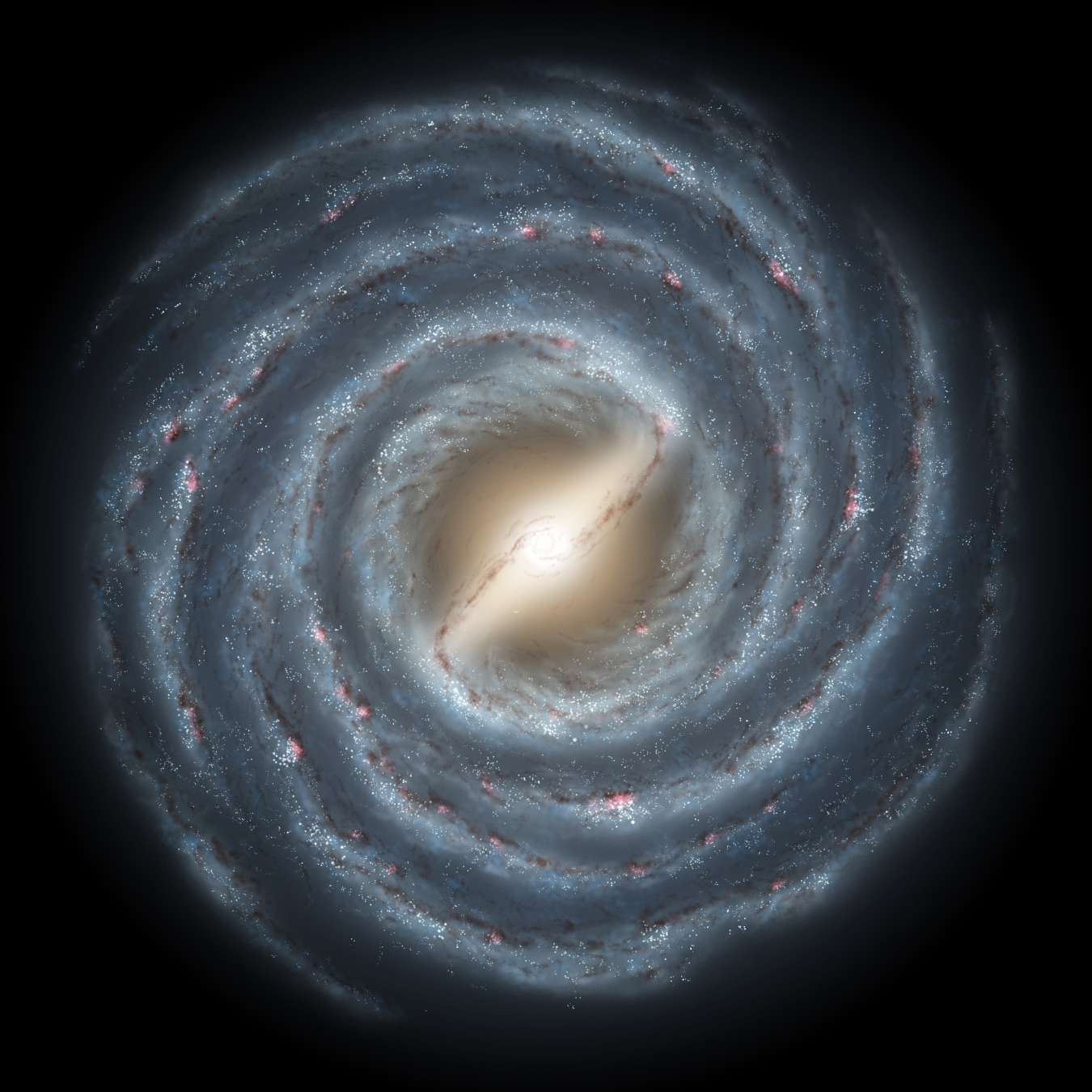
El model de la forma de la Via Làctia que estimen els científics

Les mesures interferomètriques de les posicions estel·lars sobre el curs de la missió haguessin permès al SIM de mesurar de manera precisa les distàncies entre estrelles a través de la Via Làctia. Això permetria als astrònom a crear un "full de ruta" de la Galàxia que respondria moltes preguntes sobre la seva forma i mida.
Actualment, els astrònom coneixen poc sobre la forma i mida de la nostra galàxia relatiu del que saben d'altres galàxies; és difícil observar tota la Via Làctia des de dins. Una bona analogia és intentar observar un objecte que surt del grup. Observant altres galàxies és més fàcil perquè els humans són a l'exterior d'aquestes galàxies. Steven Majewski i el seu equip van planejar utilitzar el SIM Lite per ajudar a determinar no només la forma i mida de la Galàxia, sinó també la distribució de la seva massa i moviment de les estrelles.
Les mesures del SIM Lite de les estrelles de la Via Làctia obtindria dades per entendre quatre tòpics: els paràmetres galàctics fundamentals, el límit d'Oort, la massa potencial del disc, i la massa de la galàxia als grans radis. El primer, els paràmetres galàctics fundamentals, demana la resposta de preguntes claus sobre la mida, forma i velocitat de rotació de la Via Làctia. L'equip va projectar a determinar una distància més precisa del Sol al centre galàctic. El segon tòpic, el límit d'Oort, programava determinar la massa del disc galàctic.
El tercer tòpic del projecte és la massa potencial del disc. Aquest tòpic és dissenyat per realitzar mesures de les distàncies de les estrelles de disc com també els seus moviments propis. Els resultats del tercer tòpic de l'estudi seria combinat amb els resultats de la porció de l'estudi de paràmetres galàctics fundamentals per determinar la posició del sistema solar i la velocitat en la galàxia. L'últim tòpic té a veure amb la distribució de matèria fosca en la Via Làctia. Les dades del SIM serien utilitzades per crear un model tridimensional de la distribució de la massa de la galàxia, en un radi de 270 kiloparsecs (kps). Llavors serien utilitzades per dos proves diferents per determinar el potencial galàctic en radis majors.

### Matèria fosca

La porció grisa d'aquest gràfic mostra la distribució estimada de matèria fosca de l'univers.

La matèria fosca és la matèria en l'univers que no es pot veure. A causa de l'efecte gravitatori que causar en estrelles i galàxies, els científics saben que aproximadament el 80% de la matèria de l'univers és matèria fosca. La distribució espacial de la matèria fosca en l'univers és desconeguda; el SIM Lite podria ajudar els científics a determinar una resposta a aquesta pregunta a través d'una altra part integral de la missió.
La major evidència de la matèria fosca ve del moviment galàctic. Les galàxies giren més ràpid que la quantitat de matèria visible; la gravetat de la matèria ordinària no pot mantenir el ritme de la galàxia. Els científics teoritzen que la galàxia està formada per grans quantitats de matèria fosca. De manera semblant, els clústers de galàxies no semblen tenir prou matèria visible per balancejar gravitatòriament el moviment a altes velocitats de les seves galàxies.
Darrere la mesura del moviment de les estrelles de la Via Làctia, el SIM Lite podria mesurar el moviment intern i mitjà d'algunes de les galàxies veïnes de la Via Làctia. Moltes d'aquestes mesures serien les primeres en el camp. Les mesures del telescopi serien utilitzades en conjunció amb altres dades disponibles actualment per proveir als astrònoms de les primeres mesures de massa total de galàxies individuals. Aquestes dades permetrien als científics a estimar la distribució espacial de la matèria fosca en el Grup Local de Galàxies, i en extensió a través de l'univers.

## Desenvolupament

### Inicis
El Space Interferometry Mission va començar com un estudi d'arquitectura preliminar de quatre mesos en març de 1997. La NASA va seleccionar a TRW's Space & Electronics Group, Eastman Kodak i Hughes Danbury Optical Systems per realitzar l'estudi. En 1998, TRW Inc. va ser seleccionat com a contractista pel projecte SIM Lite; Northrup Grumman va adquirir part de TRW en 2002 i va prendre control sobre el contracte. També es va seleccionar a Lockheed Martin Missiles and Space ubicat a Sunnyvale, Califòrnia. Els dos contractes, que incloïa la formulació de la missió i les fases d'implemenció, van ser anunciades en setembre de 1998 i es va pujar la suma de diners invertits en US$200 million. La fase de formulació de la missió va incloure el disseny inicial de la missió i el pla en escala completa de la implementació de la missió. Durant aquest temps la NASA va anunciar el llançament programat per al 2005 i la missió va formar part del Programa Origins, una sèrie de missions dissenyades per respondre preguntes com per exemple com i perquè els humans són a la Terra.
En agost de 2000, la NASA va preguntar als directors del projecte per considerar el Transbordador Espacial, en comptes de l'EELV anteriorment proposat, com a vehicle de llançament. A finals de novembre de 2000, la NASA va anunciar que es va seleccionar l'equip científic del projecte. El grup va incloure a persones destacades en el món de la cerca de planetes extrasolars incloent a Geoffrey Marcy. El grup sencer va consistir en 10 investigadors principals i cinc especialistes de la missió. Durant aquest temps, la NASA va anunciar que el llançament s'efectuaria en el 2009 i la missió va ser apartada del Programa Origins.

### Noves tecnologies
La nova tecnologia del SIM projectava el desenvolupament de telescopis suficentment potents per prendre imatges de planetes extrasolars semblants a la Terra orbitant estrelles distants i determinar si aquests planetes poden mantenir vida. La NASA ja havia iniciat el desenvolupament de missions futures utilitzant el llegat tecnològic del SIM. La fase de desenvolupament tecnològic de la missió va ser completada en novembre de 2006 amb l'anunci que es van aconseguir les vuit fites de la tecnologia de la missió projectades per la NASA anteriorment. Les fites eren pasos necessaris en el desenvolupament tecnològic abans que comencés el disseny dels instruments de control de vol. La finalització de cada fita significa que els nous sistemes han de ser desenvolupats a control de nanòmetres com també a nivell de picòmetres de coneixement tecnològic; aquests sistemes permeten al telescopi a realitzar mesures precises amb una precisió extrema.

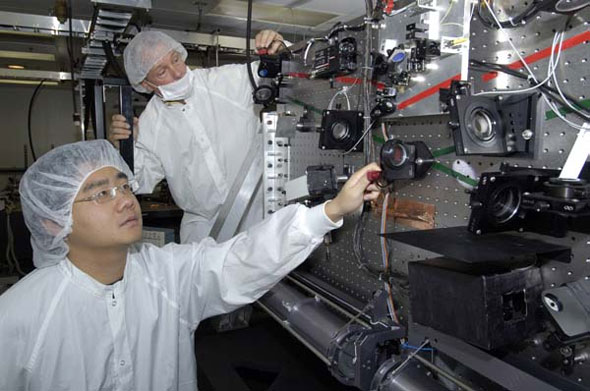
Els enginyers al JPL examinen els components d'u banc òptic que simula el rendiment de precisió de la missió SIM Lite de la NASA.

Una de les noves tecnologies desenvolupades per a la missió seria els "regles" d'alta tecnologia, capaços de realitzar mesures en augments a fracció de l'amplada d'un àtom d'hidrogen. A més a més, els regles van ser desenvolupats per treball com a xarxa. L'equip de la missió també va crear els "amortidors" per alleugerir els efectes de les petites vibracions a la nau espacial que pot impedir les mesures precises. Una altra fita va ser la combinació dels nous "regles" i els "amortidors" per demostrar que el Space Interferometry Mission pot detectar els petits balancejos en estrelles causades per planetes de la mida de la Terra. La cinquena fita tecnològica va requerir la demostració del banc de proves de metrologia en microsegons d'arc a un rendiment de 3.200 picòmetres sobre el seu camp d'angle ampli de relació. Les mesures de l'angle ampli serien utilitzades per determinar les posicions fixes de les estrelles cada vegada que són mesurades. Aquest nivell de rendiment va demostrar la capacitat del SIM Lite per calcular la xarxa astromètrica. Un altre desenvolupament clau, conegut com a astronometria d'angle estret sense xarxa (o en anglès Gridless narrow-angle astrometry (GNAA)), va ser la capacitat d'aprofitar la capacitat de la mesura duta a terme en la fita de l'angle ampli per anar un pas més enllà, en mesures d'angle estret. Amb l'objectiu de permetre una precisió d'un 1 microsegon d'arc a les primeres fases del SIM, la tècnica permet que les posicions de les estrelles siguin mesurades sense primer configurar una xarxa d'estrelles de referència; en comptes d'això, només es configura un marc de referència utilitzant diverses estrelles de referència i una estrella objectiu observada des de diferents ubicacions, i les posicions de les estrelles són calculades transmeses per mesurades d'observacions per separat. El camp d'angle estret seria usat pel SIM per detectar planetes terrestres; l'equip va aplicar el mateix criteri tant per a les mesures d'angle estret com ampli. El requisit final abans de començar a treballar en els controls de vol va ser la garantia que tots els sistemes desenvolupats per a la missió treballarien de manera cohesiva; aquest objectiu tecnològic final de la NASA va ser finalitzat quan van acabar les altres fites.

### Estat després del 2006
Entre a finals d'abril i juny de 2006, el projecte va completar les tres fites d'enginyeria més importants i des del 2–8 de novembre de 2006, el SIM va completar un "Spacecraft Internal Design Review." El juny de 2008, totes les vuit fites d'enginyeria havien sigut completades amb èxit.
El projecte es va passar a Fase B des de juny de 2003, (i encara va ser el cas fins al juliol de 2010). La "Fase B" de la Jet Propulsion Laboratory l'anomena la fase de "Disseny Preliminar". La Fase B desenvolupa el concepte de la missió desenvolupada durant la Fase A per preparar el projecte per entrar en la Fase d'Implemenció del projecte. Els defineixen els requisits, es determinen les planificacions, i especificacions són preparades per iniciar el sistema de disseny i desenvolupament." Addicionalment, com a part de la Fase B, el projecte SIM Lite realitzaria una sèrie d'anàlisis per a la NASA incloent el System Requirements Review, System Design Review, and Non-Advocate Review. Durant aquesta fase, es proposarien els experiments, es revisarien, i eventualment serien seleccionats per l'Oficina de la Ciència Espacial de la NASA. Les seleccions d'experiments són basades en el valor científic, cost, control, enginyeria, i seguretat.

### Llançament programat

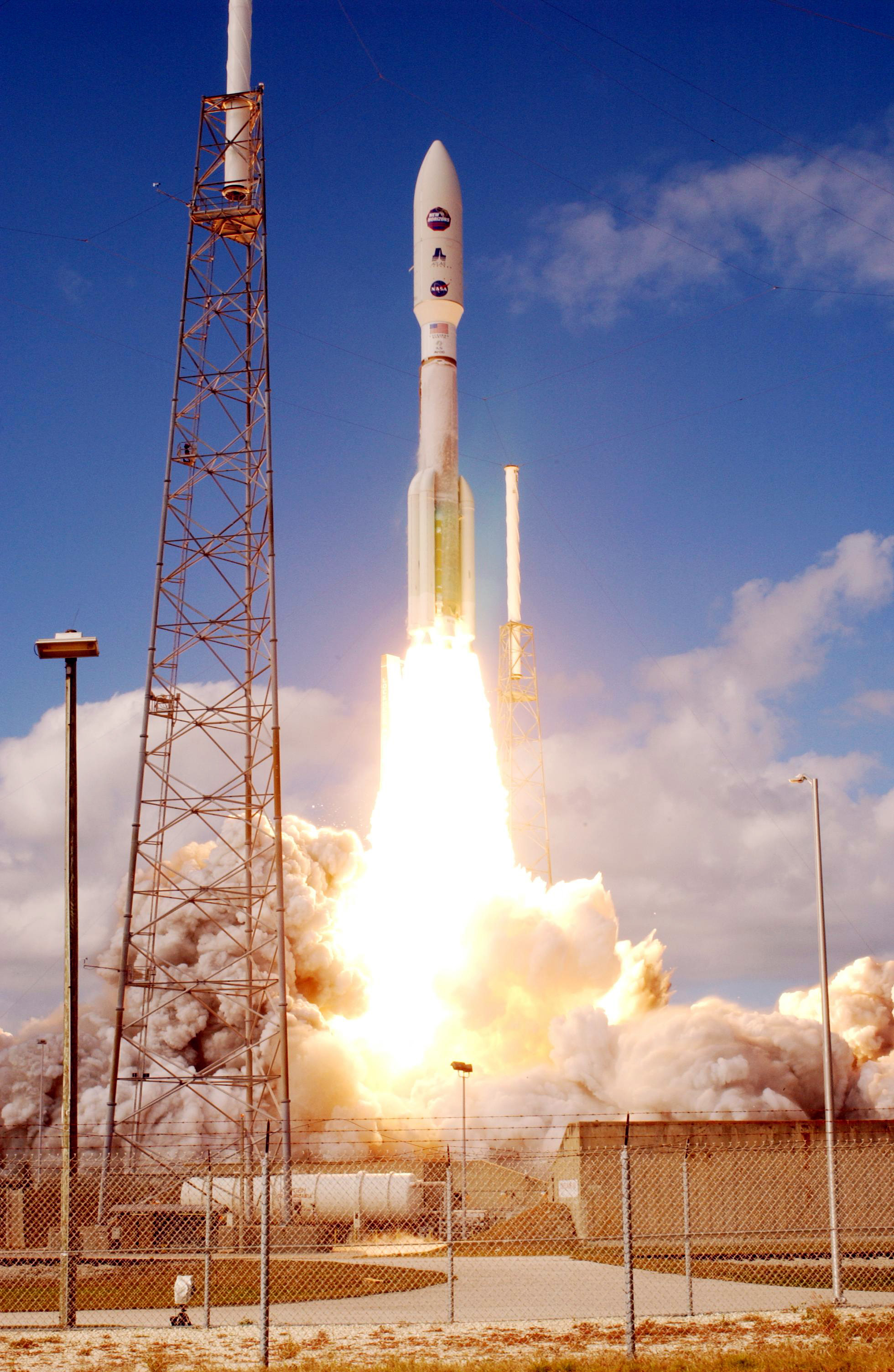
Un Atlas V 551, com el que va llançar la sonda New Horizons, fou un dels possibles vehicles de llançament del SIM.

La data de llançament per a la missió SIM Lite ha sigut posposada almenys cinc vegades. Al principi del programa, en 1998, el llançament va ser programat pel 2005. En la dècada de 2000, el llançament va ser retrassar fins al 2009, una data declarada en 2003; i a través d'alguns científics del projecte van citar el 2008 des de finals del 2000. Entre 2004 i 2006, el contractista Northrop Grumman, l'empresa que dissenyava i desenvolupava el SIM, va marcar la data de llançament pel 2011 en el seu lloc web. Amb el llançament del pressupost de la NASA per a l'any fiscal de 2007, les prediccions van tornar a canviar-se, aquest cop fins a una data no abans que el 2015 o 2016. El retard de la data de llançament es deu en part bàsicament a retallades pressupostàries realitzades al programa SIM Lite. El canvi de 2007 va representar una diferència de tres anys des de la data de llançament de 2006, com s'indicava en el pressupost de la NASA de l'any fiscal de 2006 en dos anys segons les prediccions pressupostàries en 2005.
Altres grups van preveure dates coincidint en dates predites oficialment; el Exoplanet Science Institute de la NASA (anteriorment el Michelson Science Center) al California Institute of Technology també projecta la data en 2015. El juny de 2008, la NASA va posposar la data de llançament a "indefinit".
La data de llançament de la missió SIM no pot ser predita amb certesa. Un pla d'operació de la NASA en maig de 2005, va posar la missió en una fase de replanificació a la primavera de 2006. No s'ha publicat cap programació de la missió definitiva en el lloc web del SIM Lite, mantingut pel Jet Propulsion Laboratory (JPL), des de l'abril de 2007, de banda al llançament estimat en 2015. Si es produís el llançament com estava planejat seria efectuant un Evolved Expendable Launch Vehicle (EELV), com un Atlas V 521 o equivalent.

### Pressupost
El SIM Lite fou considerada la missió insígnia del Exoplanet Exploration Program de la NASA (anteriorment conegut com el Navigator Program). D'acord al Pressupost Presidencial de 2007 per a la NASA, el programa és, "una sèrie coherent de projectes cada vegada més complexes, cadascun complementari als altres i cada missió construeix resultats i capacitats que el precedeixen quan la NASA cerca planetes habitables a l'exterior del sistema solar." El programa, a més del Space Interferometry Mission, inclou l'interferòmetre Keck i el del Large Binocular Telescope. Quan es va aprovar originalment en 1996, la missió va ser proveïda de $700 milions (en dòlars de 1996) que van incloure costos de llançament i cinc anys d'operació. Els primers contractes, per l'estudi d'arquitectura preliminar, van arribar a $200.000 cadascun.

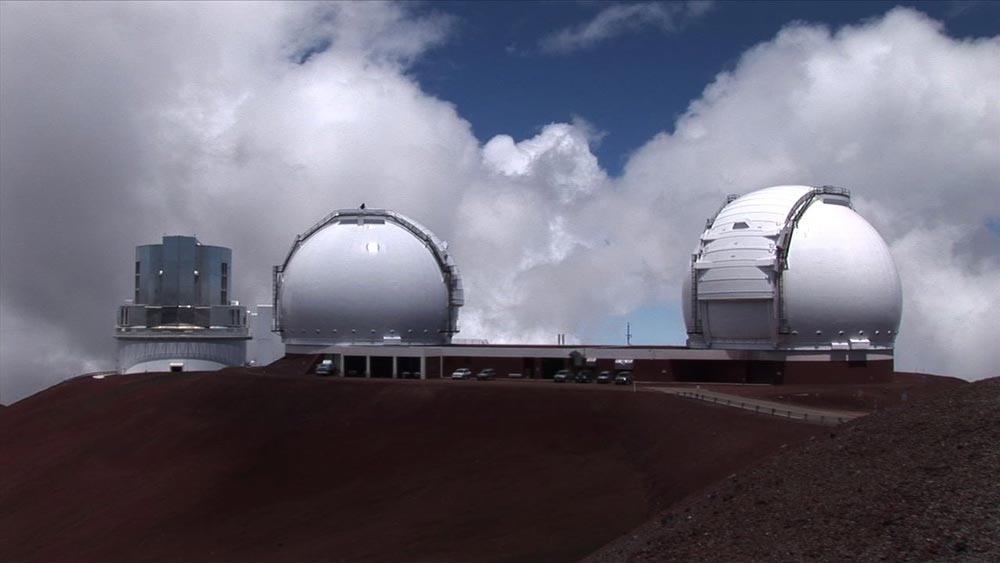
S'utilitzen els telescopis i instruments de l'Observatori Keck, com el interferòmetre Keck, un altre programa Exoplanet Exploration de la NASA que va patir retallades pressupostàries en 2007.

El pressupost de la NASA s'indicaven plans per als tres projectes per a l'any fiscal (Fiscal Year o FY) de 2007. D'aquestes tres missions, el SIM Lite va ser posposat per a més endavant i l'interferòmetre Keck va patir retallades pressupostàries. El pressupost de la NASA de 2007 va estipular, "la Fase B del SIM continuarà mentre que es desenvolupin els plans de nous costos i programació, consistent amb les decisions de finançament recents." Les decisions de finançament van incloure una retallada de US$118,5 milions en la sol·licitació de pressupost de l'any fiscal de 2006 de la NASA per al Exoplanet Exploration Program. El pressupost també va deixar enlaire les projeccions pel programa durant l'any 2010. Cada any tindria retallades de finançament successives, si es compara amb els números de finançament de 2006. Començant amb l'any fiscal de 2008, l'Exoplanet Exploration Program va rebre al voltant de $223,9 milions menys comparat el 2006. Els anys següents van tenir retallades de $155,2 milions en 2009 i $172,5 milions en 2010, comparat amb la sol·licitació en 2006.
Quan el SIM Lite va entrar el que en termes de la JPL és la "Fase B" en 2003 Fringes: Space Interferometry Mission Newsletter, va citar que era la fita més important pel llançament en 2009. Els retrassos van ser de natura pressupostària. En 2006, la missió va rebre $117 milions, un augment de $8,1 milions sobre l'any anterior, però les retallades de 2007 van resultar en $47,9 milions menys pel programa SIM. En 2008, $128,7 milions dels $223,9 milions van ser una retallada pel pressupost del Exoplanet Program que anava a parar a la missió SIM Lite. Després d'una disminució addicional de $51,9 milions en l'any fiscal de 2009, el programa es va reduir a $6 milions en l'any fiscal de 2010 complementat de pròrrogues substancials de l'any anterior mentre que s'esperaven els resultats de l'Astronomy and Astrophysics Decadal Survey, Astro2010.
En febrer de 2007, es van indicar moltes retallades de pressupost en l'any fiscal de 2007. Els enginyers que treballaven pel SIM van ser forçats a buscar altres àrees de treball. Una editorial de febrer de 2007 en el Space Interferometry Mission Newsletter va descriure la situació com, "totalment a causa de les pressions de pressupost i prioritats del Science Mission Directorate en la motivació científica de la missió de la NASA...mai tan forta com abans." La NASA, en vista de les retallades de pressupost, va ordenar al projecte SIM a reenfocar els esforços en la reducció del risc de l'enginyeria. En febrer de 2007, les ordres de planejar reenfocar el projecte van venir quan el procés s'estava completant.
L'estat del projecte SIM Lite a l'abril de 2009 i l'agost de 2009 es poden trobar al lloc web públic del SIM del JPL en forma de dos submissions al National Research Council (NRC) Astronomy and Astrophysics Decadal Survey (Astro2010) Request for Information, Part 1 i Part 2. Mentre que aquests documents fan ús de la data de llançament de 2015 com a referència en comunicar programació i pressupost, la NASA no va revelar cap data de llançament pel SIM Lite fins a l'arribada de l'informe de l'Astro2010 Decadal de mitjans a finals de 2010.

## Instruments

### Interferometria òptica

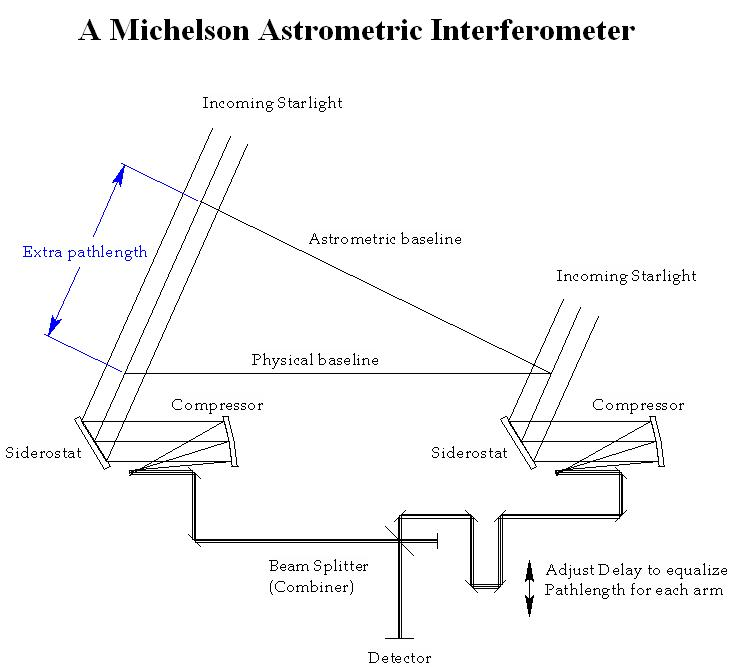
El funcionament de l'interferòmetre astromètric

La interferometria és una tècnica inventada per Albert Michelson en el segle xix. La interferometria òptica, que ha madurar en les últimes dos dècades, combina la llum de diversos telescopis per realitzar mesures de manera precisa, semblant als d'un telescopi molt més gran. És la interacció de les ones de llum, anomenades interferències, que ho fan possible. La interferència pot ser utilitzada per cancel·lar l'enlluernament d'estrelles brillants o mesurar les distàncies i angles amb precisió. La construcció de la paraula ho il·lustra parcialment: interferir + mesurar = interfer-o-metria. En longituds d'ones de ràdio de l'espectre electromagnètic, la interferometria ha sigut utilitzada en més de 50 anys per mesurar l'estructura de les galàxies distants.
El telescopi SIM Lite funciona amb interferometria òptica. El SIM es compon d'un interferòmetre científic (recol·lectors de 50 cm, 6 m de separació [línia base]), un interferòmetre guia (recol·lectors de 30 cm, 4,2 m de línia base), i un telescopi guia (30 cm d'apertura). Aquest sofisticat telescopi guia estabilitza l'apuntament de l'instrument en tres dimensions. La limitada magnitud operacional de la nau espacial baixa de 20 a 20 milionèsimes d'un segon d'arc (μas) i el seu objectiu planetari, amb precisió astromètrica d'1,12 µas per a mesures individuals. La precisió global, tota la xarxa astromètrica del cel és de 4 µas.
El disseny del SIM des del 2000 consisteix en dos recol·lectors de llum (realment, són telescopis Mersenne) muntats en extrems oposats d'una estructura de sis metres. L'observatori seria capaç de mesurar petites balancejos en estrelles i detectar els planetes de menys d'una massa terrestre a distàncies fins a 33 anys llum (10 pàrsecs) del Sol.